# Photedes defecta
Photedes defecta, gần đây là Hypocoena defecta)  là một loài bướm đêm thuộc họ Noctuidae. Nó được tìm thấy ở Maryland và Massachusetts phía bắc đến New Brunswick, phía tây đến North Dakota và British Columbia.
Sải cánh dài 25–27 mm. Con trưởng thành bay từ tháng 7 đến tháng 9. Có một lứa một năm, but there might be a smaller second brood vào giữa to cuối tháng 9.